# Meer van Biandronno
Het Meer van Biandronno (Italiaans: Lago di Biandronno) is een klein meer in de Noord-Italiaanse regio Lombardije. 
Het meer ligt vlak bij het Meer van Varese en het dorp waar het naar vernoemd is; Biandronno. Vroeger lag de waterspiegel zo'n twintig meter hoger en vormde het samen met het Meer van Varese en Meer van Comabbio een groot bassin. Tegenwoordig is het Meer van Biandronno vrijwel geheel dichtgegroeid met riet en is er nog maar weinig van de waterspiegel te zien. 
Sinds 1984 heeft het meer de status van regionaal natuurpark. In het ongerepte gebied groeit een groot aantal bijzondere plantensoorten. Het is een belangrijk broedgebied voor vogels zoals de kleine karekiet. 